# Springfield Model 1866
O Springfield Model 1866 foi um rifle de carregamento por retrocarga fabricado pela U.S. Armory em Springfield, Massachusetts e usado pelo Exército dos Estados Unidos durante as Guerras Indígenas especificamente a Guerra de Nuvem Vermelha. O Model 1865 foi mais um rifle da série de "Rifles Springfield", devido ao local de produção, em Springfield, Massachusetts.

## Visão geral
O Springfield Model 1866 foi a segunda iteração do mecanismo de carregamento pela culatra (retrocarga), usando o mecanismo de "trapdoor" projetado por Erskine S. Allin. Originalmente desenvolvido como um meio de converter mosquetes estriados em rifles de retrocarga, a chamada "modificação Allin" acabou se tornando a base para o Model 1873 definitivo, o primeiro rifle de carregamento por culatra adotado pelo Departamento de Guerra dos Estados Unidos para fabricação e distribuição generalizada para as tropas americanas.

## Características
O Model 1866 corrigiu problemas encontrados com o modelo protótipo anterior, o Model 1865, em particular um extrator simplificado e melhorado e um cartucho de fogo central de calibre menor mas com performance superior, um .50" (o Model 1865 usava um cartucho rimfire de calibre .58" com balística medíocre), entre muitas outras mudanças menos significativas. Ele empregou uma versão mais robusta do desenho de culatra "alçapão" ("trapdoor") projetado por Erskine S. Allin, Mestre Armeiro do Arsenal Springfield. Ele foi sucedido pelo Springfield Model 1868.

## Histórico
Aproximadamente 52.000 mosquetes estriados "Model 1863" calibre .58" foram produzidos (convertidos) pelo Springfield Armory para uso das tropas dos EUA, usando o sistema trapdoor de Allin, entre 1867 e 1869, metade dos quais foi enviado para a Europa para a Guerra Franco-Prussiana.

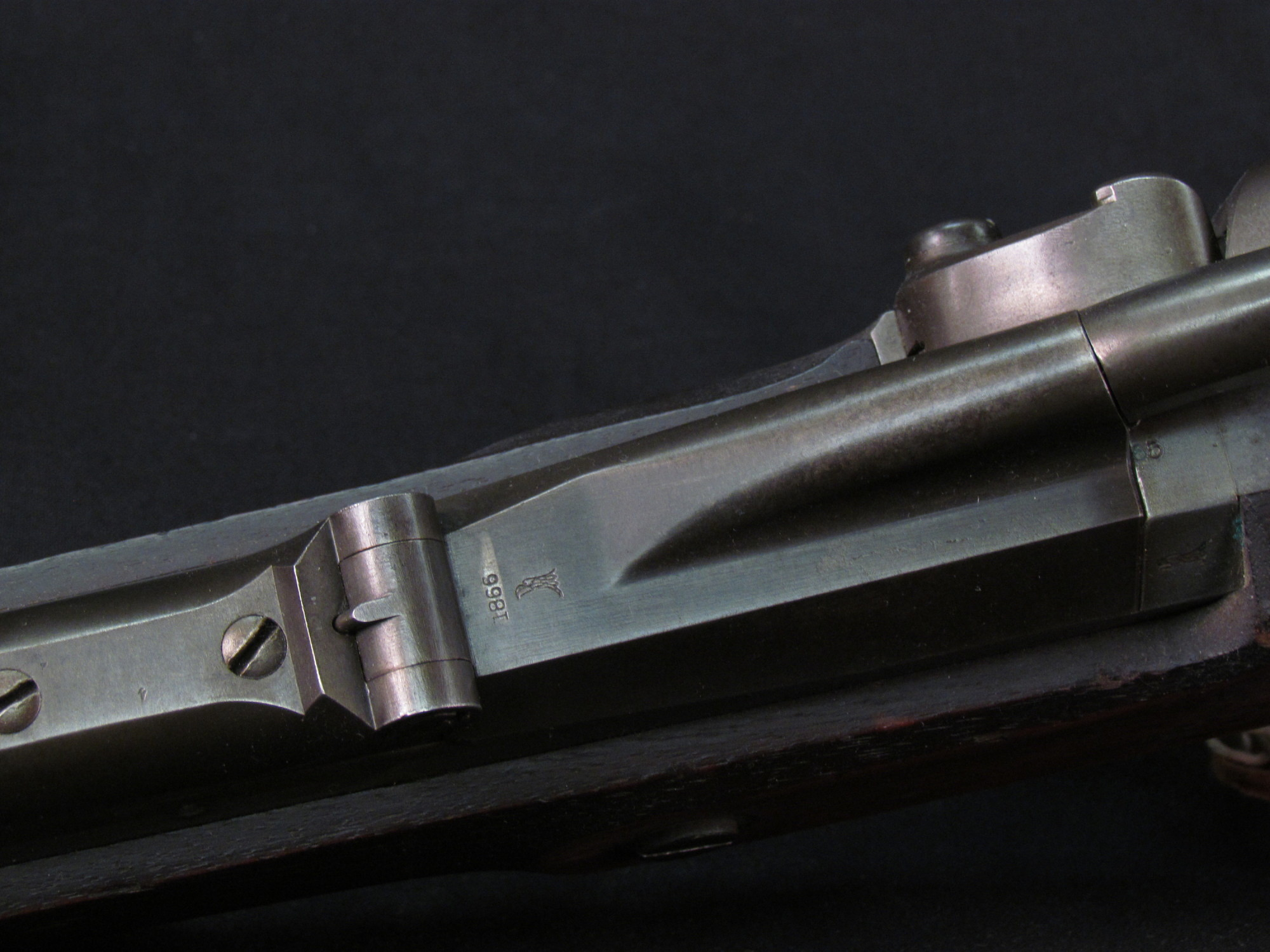
Close do sistema trapdoor do Springfield Model 1866.

O diâmetro interno dos canos foi reduzido para calibre .50" através de uma "luva" e estriados com 3 raias e taxa de torção de 1:42", caso ainda não o fossem. O rifle tinha câmaras para o poderoso cartucho .50-70 Government (bala de calibre .50" pesando 450 grãos (29 g) e carga de 70 grãos (4,5 g) de pólvora negra). Apesar de ter havido uma melhoria significativa em relação ao extrator do Model 1865, o extrator do Model 1866 ainda era excessivamente complicado e a mola do extrator ainda estava sujeita a quebrar. No entanto, é um equívoco afirmar que um extrator quebrado desativava a arma. No livreto oficial de usuário do governo de 1867 intitulado: "Descrição e regras para o manejo do Springfield Breech-Loading Rifle Musket, Model 1866", constava a seguinte declaração sobre um extrator e/ou ejetor quebrado: “Deve ser entendido que o ejetor e as molas de fricção são mais convenientes do que necessárias, e a arma não é necessariamente desativada se uma ou ambas quebrarem, pois o estojo pode ser facilmente removido com os dedos após ser solto pelo gancho extrator”. Além disso, a “vareta” do rifle pode ser usada de forma bastante eficaz para remover um estojo preso em uma emergência. Portanto, fica claro que essa arma não é tão facilmente desativada como às vezes se pensa.
O Model 1866 foi comissionado para as tropas dos EUA em 1867 e foi um fator importante no Wagon Box Fight e no Hayfield Fight, ao longo da Trilha Bozeman em 1867. A rápida cadência de fogo que poderia ser alcançada interrompeu as táticas de ataque de Sioux e Cheyenne forças armadas, que enfrentaram rifles de disparo durante o massacre de Fetterman apenas alguns meses antes. Os novos rifles contribuíram decisivamente para a sobrevivência e o sucesso das tropas americanas em desvantagem numérica nesses confrontos.
Um exemplar do Model 1866 foi utilizado por Buffalo Bill, e por ele apelidado de "Lucrécia Bórgia"; com esse rifle, enquanto contratado pela Kansas Pacific Railroad, supostamente Buffalo Bill, matou mais de quatro mil búfalos americanos, o que lhe rendeu o apelido.

## Variantes
O Model 1866 Cadet Rifle, foi produzido entre 1867 e 1868, e como o nome indica foi um modelo de treinamento do tipo "cadet rifle" (versão em escala reduzida do original). Um total de 424 armas dessa variante foram feitas durante este período, e 300 delas foram enviadas para a Academia Militar dos EUA em West Point, NY. Apesar de ser um modelo em escala do rifle M66 padrão, o calibre foi mantido. Suas coronha finas se quebravam facilmente na altura do pulso durante os exercícios de campo. Além disso, como eram feitos com canos M66 encurtados, a mira frontal precisava ser soldada em vez de fundida em forno, e tinham uma tendência a se deslocar; ambos os problemas eram uma frustração contínua. Depois que West Point os substituiu por novos Model 1869 Cadet Rifle, seus rifles Cadete Model 1866 foram devolvidos, reformados e a maioria deles foi para escolas de cadetes no Kentucky.

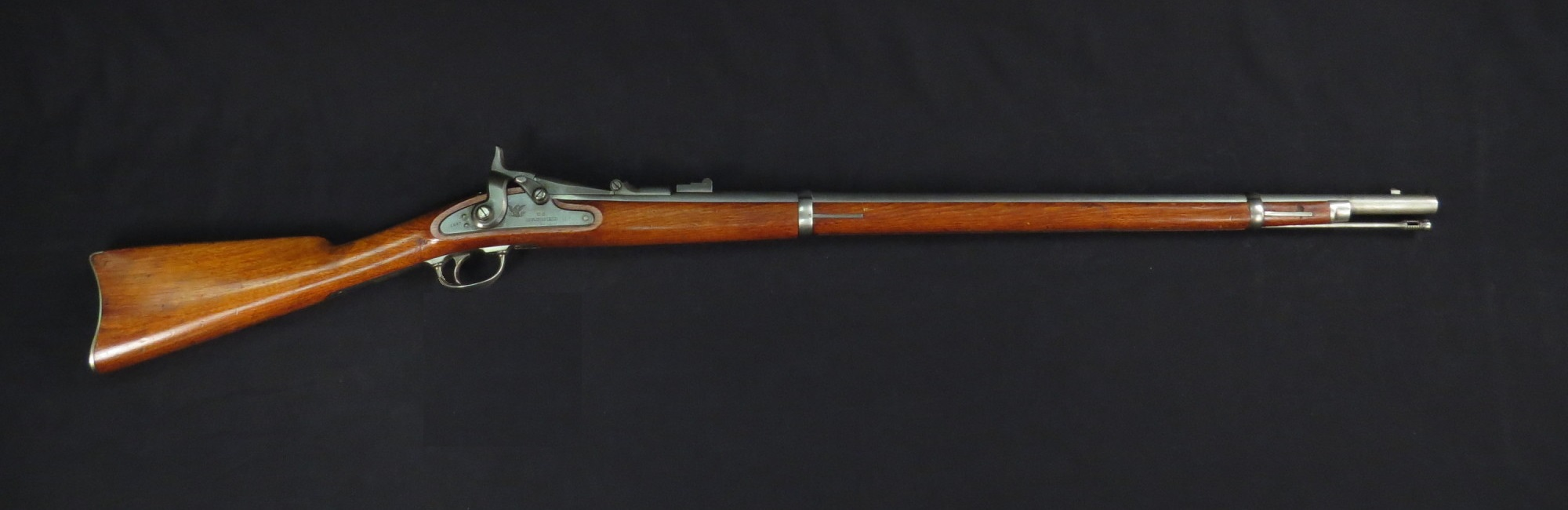
O Springfield Model 1866 "Cadet".

O Model 1866 Short Rifle, como o nome indica, foi uma versão encurtada do Model 1866 padrão, produzida entre 1870 e 1871. Ocorreu que entre os vinte mil exemplares do Model 1866 usados que estavam sendo reformados para serem vendidos para uso na Guerra Franco-Prussiana, cerca de 1.500 deles tiveram o cano deformado ou rompido por terem sido disparados com obstrução no cano. Esses 1.500 canos foram encurtados em 4 in (102 mm) e montados usando coronhas do "M1863 Tipo I" também encurtadas para criar o "M66 Short rifle" com apenas duas cintas para prender o cano em vez das três do modelo padrão. Essa variante é mais rara e tem um valor de mercado maior.